# Khin Kyi
Maha Thiri Thudhamma Khin Kyi, född 16 april 1912 i Myaungmya, död 28 december 1988 i Rangoon, var en burmesisk politiker och diplomat. Hon var gift med Aung San och mor till Aung San Suu Kyi. Khin Kyi var parlamentsledamot 1947–1948, minister för social välfärd 1953–1960, och Burmas ambassadör i Indien 1960–1967.